# Maria Radnoti-Alföldi
Maria Radnoti-Alföldi, a volte semplicemente Maria R.-Alföldi (Budapest, 6 giugno 1926 – Francoforte, 7 maggio 2022), è stata un'archeologa e numismatica ungherese con cittadinanza tedesca.

## Biografia
Maria Radnoti-Alföldi era l'unica figlia di Geza Alföldi e di sua moglie Olga. Dopo l'Abitur nel 1944, studiò fino al 1949 alla facoltà di filosofia dell'Università Loránd Eötvös. Nel 1947 sposò l'archeologo Aladár Radnóti (1913–1972) e lavorò fino al 1957 al Museo nazionale ungherese. 
Dal 1950 ricevette un incarico all'università di Budapest per delle esercitazioni durante il semestre invernale.
Dopo la repressione della rivoluzione ungherese del 1956, fuggì con suo marito nel 1957 verso Vienna per raggiungere dopo la Baviera. Dal 1957 al 1962 Radnoti-Alföldi ha lavorato a Monaco come collaboratrice scientifica nei progetti di ricerca Fundmünzen der Römischen Zeit in Deutschland (FMRD) della Deutsche Forschungsgemeinschaft. Nel semestre estivo del 1961 ottenne l'abilitazione all'Università Ludwig Maximilian di Monaco, per la nuova specializzazione "numismatica antica". Nel 1962 seguì a Francoforte sul Meno suo marito, che aveva ottenuto un incarico di professore alla Johann Wolfgang Goethe-Universität per due corsi: scienze ausiliarie per l'archeologia e storia e cultura delle provincie romane. Dopo la prematura morte di Aladár Radnotis nel dicembre 1972, Maria Radnoti-Alföldi ne ereditò la cattedra nel 1973. Fino alla sua Emeritierung nel 1991 insegnò come professoressa al Seminar für Griechische und Römische Geschichte, Abt. II (oggi: Abteilung II des Instituts für Archäologische Wissenschaften) gli insegnamenti Archeologia delle provincie romane e Scienze ausiliarie della storia antica. 
Radnoti-Alföldi fu specialista di numismatica antica. I punti fondamentali della sua ricerca sono l'analisi dei ritrovamenti, la storia romana e l'auto-rappresentazione degli imperatori romani. Ha guidato il progetto Griechisches Münzwerk della Berlin-Brandenburgische Akademie der Wissenschaften e, con Hans-Markus von Kaenel il progetto Fundmünzen der Antike (FdA - tesori monetari dell'antichità) della Akademie der Wissenschaften und der Literatur di Magonza. Per il progetto Fundmünzen der Antike ha sovrainteso alla stesura di molti volumi. Fu membro della Akademie der Wissenschaften und der Literatur di Magonze e membro ordinario del Deutsches Archäologisches Institut. 
La sua attività scientifica è stata apprezzata internazionalmente, tra l'altro con la medaglia della Royal Numismatic Society, assegnatale a Londra nello 1995, con la Archer M. Huntington Medal della American Numismatic Society, a New York nel 2000. È socia onoraria della Österreichische Numismatische Gesellschaft, della Société française de numismatique, della Commission Internationale de Numismatique, della Società numismatica ungherese e della Società ungherese per gli studi dell'antichità.

## Pubblicazioni principali
- Die Constantinische Goldprägung. Untersuchungen zu ihrer Bedeutung für Kaiserpolitik und Hofkunst. Zabern, Mainz 1963
- Dekadrachmon. Ein forschungsgeschichtliches Phänomen. Wiesbaden, Steiner 1976 (Sitzungsberichte der Wissenschaftlichen Gesellschaft an der Johann-Wolfgang-Goethe-Universität Frankfurt am Main, Band 13, Nr. 4) ISBN 3-515-02402-6
- Antike Numismatik. Teil 1: Theorie und Praxis. von Zabern, Mainz 1978 (Kulturgeschichte der antiken Welt, Band 2) ISBN 3-8053-0230-4
- Antike Numismatik. Teil 2: Bibliographie. von Zabern, Mainz 1978 (Kulturgeschichte der antiken Welt, Band 2) ISBN 3-8053-0335-1
- (a cura di): Methoden der antiken Numismatik, Wissenschaftliche Buchgesellschaft, Darmstadt 1989 (Wege der Forschung, Band 529) ISBN 3-534-07533-1
- Bild und Bildersprache der römischen Kaiser. Beispiele und Analysen. von Zabern, Mainz 1999 (Kulturgeschichte der antiken Welt, Band 81) ISBN 3-8053-2455-3
- Phoenix aus der Asche. Die Liburna, ein Gründungsmonument von Constantinopolis. Steiner, Stuttgart 2004 (Sitzungsberichte der Wissenschaftlichen Gesellschaft an der Johann-Wolfgang-Goethe-Universität Frankfurt am Main, Band 42, Nr. 2) ISBN 3-515-08612-9
- Die Fundmünzen der römischen Zeit in Deutschland (FMRD), IV 3/1-2; 3/4-6: Stadt Trier
- con Edilberto Formigli e Johannes Fried: Die römische Wölfin. Ein antikes Monument stürzt, Franz Steiner Verlag, Stuttgart 2011 ISBN 978-3-51509876-2